# Gerry Weil
Gerhard Weilheim (Viena, 11 de agosto de 1939-Caracas, 16 de noviembre de 2024), conocido artísticamente como Gerry Weil, fue un músico austriacovenezolano, con una importante trayectoria como pianista, compositor, arreglista y educador. 
Su obra musical está considerada entre las más valiosas dentro del género jazzístico en Venezuela, llegando a ser catalogado como «El maestro del jazz venezolano».

## Biografía
Su primer contacto con la música (muy especialmente con el jazz), se inició cuando tenía 6 o 7 años de edad, después de la victoria de los aliados en Europa, durante los últimos días de la Segunda Guerra Mundial. El jazz traído por las tropas de ocupación norteamericanas fue algo que capturó su atención, sintiéndose fascinado por la música de Glenn Miller y el Swing.
La Educación musical del maestro Weil se inició después de su inmigración a Venezuela en 1957. A la edad de 17 años, comenzó a recibir clases de músicos como Tito Fuentes, Eduardo Cabrera y Rubén Jacpo. Gran parte de su formación musical para esos tiempos fue autodidacta. Tiempo después tomaría cursos por correspondencia en la prestigiosa universidad Berklee College of Music, en Boston, Estados Unidos. En 1970 funda La Banda de Gerry Weil, de la que surgió el larga duración: The Message. En 1972 conforma La Banda Municipal, la cual mezcla música tradicional venezolana con ritmos contemporáneos. 
Entre 1974 y 1981, se radica junto a su familia en una finca en Mérida. Durante este tiempo internaliza y estudiar la música de Bach en piano. Sus recitales incluían obras de Bach y hasta Ragas Hindúes. Al final de este período, volvió a Caracas con el fin de retomar su carrera musical, trabajando también como profesor de música.
En 1982, acompañado de su banda, participa en el festival de Jazz de Berlín. A partir de 1983 se dedica a elaborar su música con instrumentos electrónicos digitales, utilizando la tecnología MIDI, que protagoniza su carrera por varios años posteriores y que le consagra como pionero en el manejo de estas tecnologías en Venezuela. También se encargó de producir discos para María Rivas, Desorden Público y Tulio Chuecos, además de participar en otras producciones musicales. Luego de esto, decidió volver a sus »raíces acústicas». Ha impartido clases a importantes músicos como Ilan Chester, Otmaro Ruiz, Lorenzo Barriendos, Huáscar Barradas, Pedro Eustache, Prisca Dávila, Luis Perdomo, Silvano Monasterios, Joseph Costi, entre otros. 
En 2008 fue galardonado con el Premio Nacional de Música y en 2009 con la Orden al Mérito de la República de Austria. En 2020 publicó su álbum Sabana Grande coproducido y grabado por Alfredo Guerrero, con el cual ganó el premio Pepsi por su canción «Ananda».

## Vida personal
Consideraba a Venezuela su «segunda patria», donde se le ha considera icono de la identidad nacional contemporánea. Falleció en la noche del 16 de noviembre de 2024.

## Discografía
- 1969: El Quinteto De Jazz
- 1971: The Message
- 1973: La Banda Municipal
- 1984: Jazz En Caracas
- 1989: Autana/Magic Mountain
- 1993: Volao
- 1999: Profundo
- 2005: Free Play & Love Songs
- 2006: Empatía
- 2006: Navijazz
- 2009: Tepuy
- 2020: Kosmic Flow (80 Years Young)
- 2020: Sabana Grande
- 2021: The Message
- 2021: Gerry Weil sinfónico (con la Orquesta Sinfónica Simón Bolívar)
- 2023: Alma
- 2023: Gerry Plays Bach